# Центр творчості дітей та юнацтва Галичини
Центр творчості дітей та юнацтва Галичини (ЦТДЮГ) — заклад позашкільної освіти, що підпорядкований управлінню освіти Львівської міської ради та займається організацією творчої діяльності колективів різних жанрів мистецтва, дозвіллям дітей та молоді, розвитком їх творчої ініціативи. Центр творчості дітей та юнацтва Галичини є членом Європейської асоціації установ вільного часу, співпрацює з багатьма молодіжними центрами, своєю роботою охоплює близько 10 тисяч дітей, підлітків та молоді Львова та області, з якими працюють понад 200 педагогів.
Форми роботи Центру творчості допомагають кожній дитині вибрати заняття до душі, максимально розвинути свої здібності, цікаво і з користю провести вільний час та отримати початкові професійні знання.
Центр творчості дітей та юнацтва Галичини проводить міжнародні, всеукраїнські обласні конкурси та фестивалі з танцювального, театрального і вокального мистецтва, змагання з технічної творчості, спортивні турніри та художні виставки. Дозвілля в центрі творчості – це робота клубів за інтересами для дітей та молоді, організація літніх таборів, вечорів відпочинку, екскурсій, спортивно-розважальних заходів.

## Історія
Обласний палац піонерів і школярів було відкрито 1939 року. 
Протягом своєї 65-літньої історії позашкільний заклад освіти реорганізовувався відповідно до принципів та засад державної політики, залишаючи провідними завдання та мету організації своєї діяльності —– виховання підростаючого покоління засобами пропагування мистецьких, творчих, технічних, спортивних досягнень. 
У січні 1959 року заклад отримав нове приміщення при вул. Театральній, 15 (нині тут міститься львівська середня загальноосвітня школа № 62). У ті роки в 167 гуртках займалося близько 3 тисяч дітей, працювали слюсарна, столярна, механічна, трикотажна та радіотехнічна майстерні, фотолабораторія, кіностудія, автоклуб, навіть була власна друкарня. У ці роки працювали спортивні секції, гуртки технічної творчості, численні гуртки художнього відділу. Саме в ті роки були створені відома у всій Україні Народна капела бандуристок «Дзвіночок», ансамбль народного танцю «Радість».  

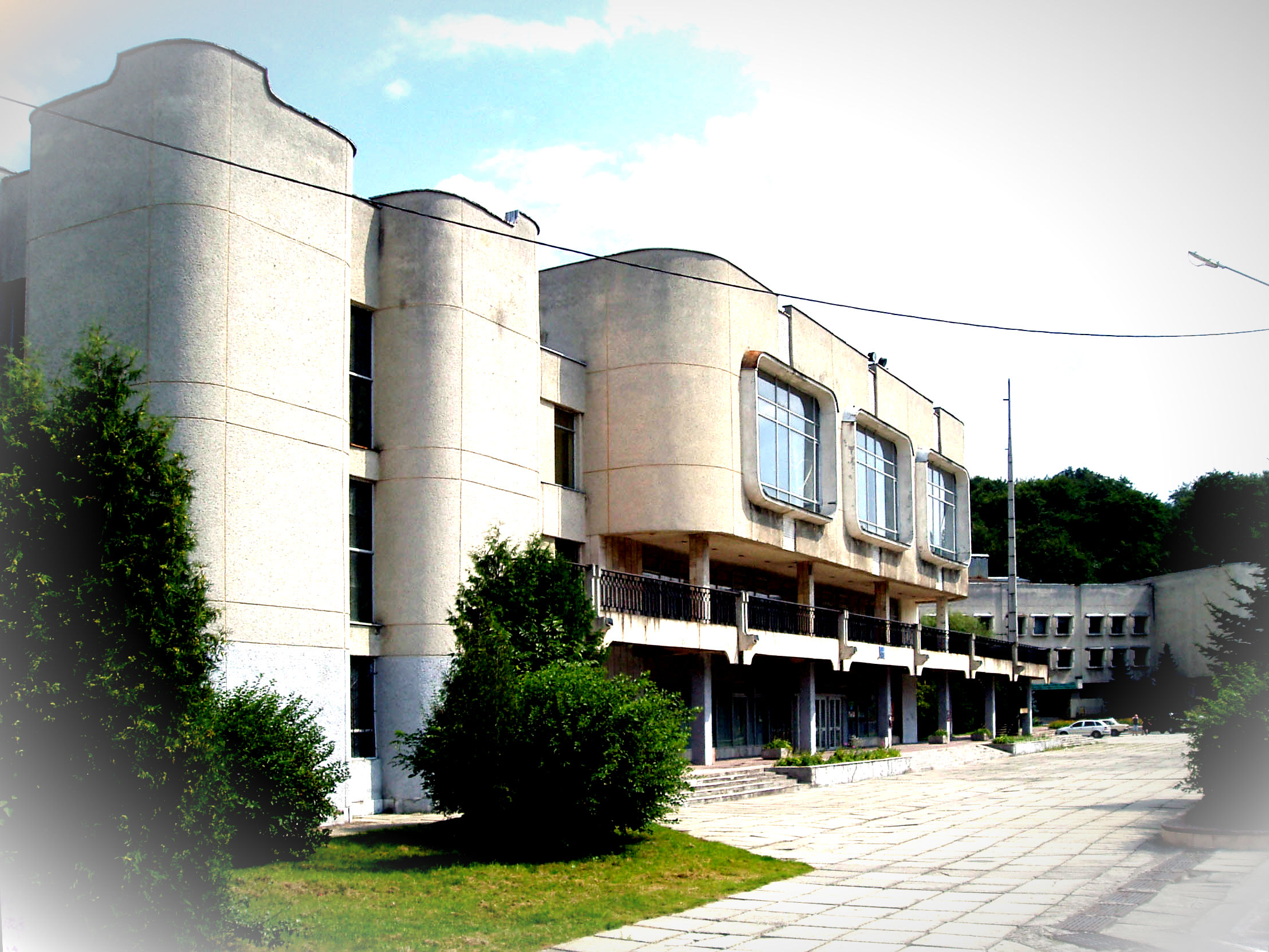
Центр творчості дітей та юнацтва Галичини

У 1984 році у Львові було збудовано величезний Палац піонерів загальною площею 14,5 тис. м², у 1991 році перейменований у Центр творчості дітей та юнацтва Галичини (ЦТДЮГ). Досі це один з найбільших центрів творчості для дітей у Західній Україні. Актовий, кіно-лекційний, спортивний, виставковий та репетиційні зали, кімнати гурткової роботи, дві театральні сцени дають всі умови для занять і творчого розвитку дітей. 
Переломними не лише в історії України, але й Центру творчості стали 1991—1993 роки. Хвиля національного відродження, патріотичного піднесення, державного становлення змітала стару ідеологію, стереотипне мислення, закостенілі стилі і методи керівництва. У Центр творчості прийшов новий керівник-директор п. Євген Стасюк. Були розформовані неперспективні відділи і колективи, звільнились з роботи люди, які не знаходили себе у запропонованих нових умовах роботи, як гриби після дощу почали народжуватись нові колективи і структури. Так, у ці роки були створені колективи, які згодом завоювали почесні звання «народний» та «зразковий»: вокально-хореографічний ансамбль «Рушничок», музично-естрадний театр «Погулянка», фольклорний гурт «Барвінок», школи народного танцю, кобзарського мистецтва, журналістики, міжнародних відносин, театрального мистецтва, капела духовного співу «Соль аніме», естрадний гурт «Дивоцвіт» та деякі інші. Не всі колективи та новостворені структури витримали випробування часом: розпалися, розформувалися, вилилися у щось нове. Але ці роки стали переломними в історії становлення і розвитку ЦТДЮГ як потужного, дієздатного, у якому виховуються сотні талановитих дітей. 
У ці ж роки були започатковані та проведені і перші міські, обласні, міжнародні фестивалі, конкурси, які за 10-річчя стали традиційними: «Різдвяні канікули», «Таланти твої, Україно», «Дошколярик», «Перевесло», «Галицькі барви», хорового та театрального мистецтва, «Краєзнавець», «Мій Львів», «Що? Де? Коли ?», «Дебати». Зовсім на іншому рівні, із залученням закордонних колективів, проводився і традиційний хореографічний фестиваль «Карпатські візерунки», міжнародний турнір з баскетболу «Нові імена». 

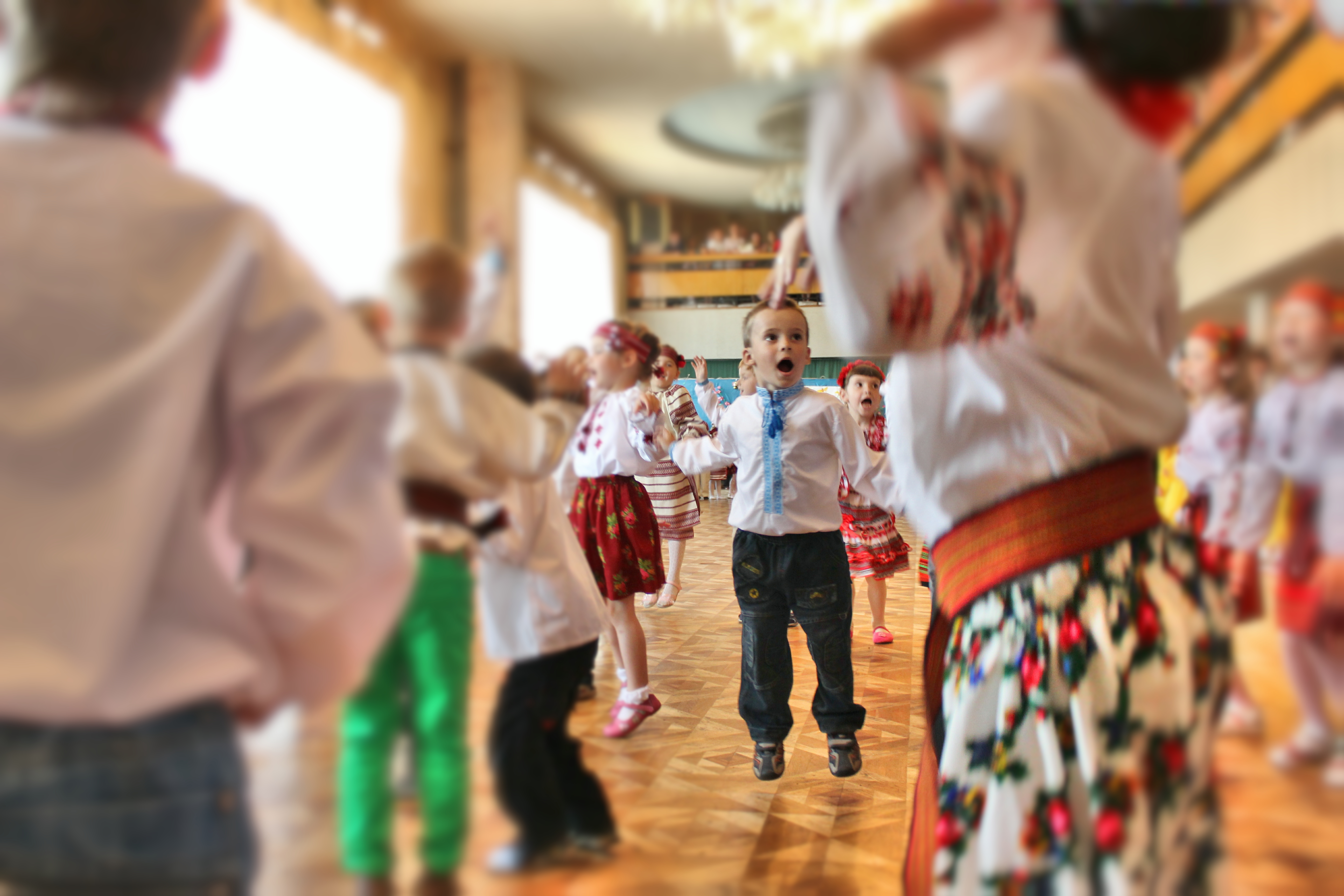
Міський фестиваль для дошкільнят «Великоднє Сонечко» в ЦТДЮГ

У ЦТДЮГ почали проводитися методичні семінари із залученням спеціалістів з вищих навчальних закладів, музеїв, інших областей; творчі лабораторії, майстер класи не лише для працівників області, але й гостей з-за кордону: Польщі, українців з діаспори, педагогів з України. А влітку успішно функціонувала школа україністики, яку з радістю відвідували діти-українці з Польщі і Словаччини, Чехії і Словенії, Росії і Казахстану. 
Але найцікавішим у роботі колективів стала можливість поїздок за кордон на фестивалі, конкурси, екскурсії, обмінні візити. У ці роки ЦТДЮГ і Краківський центр молоді вперше організував такі поїздки — взаємні візити, що згодом вилилось в обширну міжнародну акцію «Дні молоді Кракова у Львові» і «Дні Львова у Кракові». Колективи ЦТДЮГ за ці роки побували у Франції і Німеччині, Данії і Бельгії, Англії і Швейцарії, Румунії і Болгарії, Аргентині та Сполучених Штатах Америки, Греції та Ізраїлі, Білорусі та Росії. Польща для багатьох колективів стала більш знайома на жаль, ніж сама Україна.

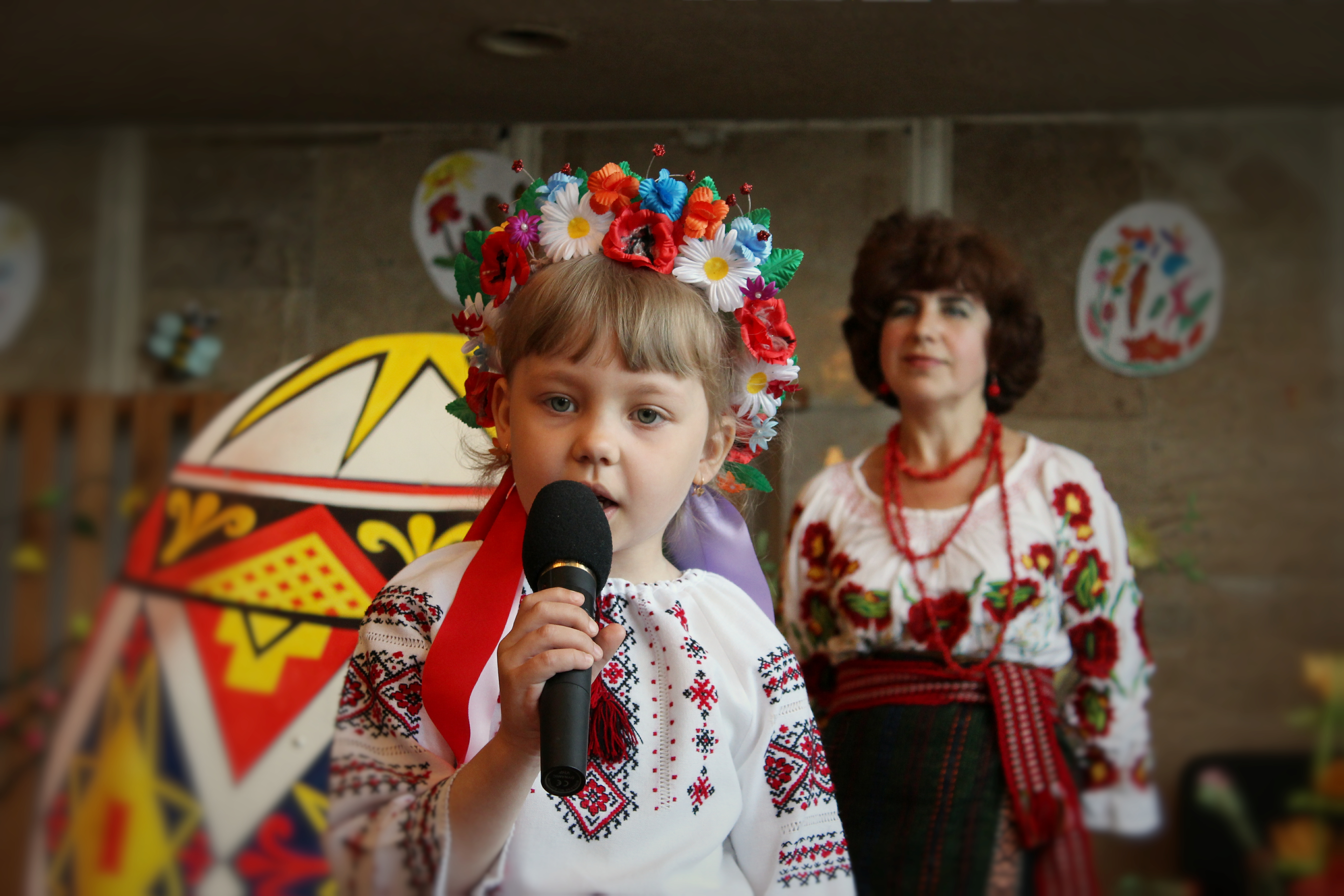
Міський фестиваль для дошкільнят в ЦТДЮГ

Співпраця з іншими позашкільними навчальними закладами: проведення обласних, Всеукраїнських та міжнародних семінарів, конкурсів, фестивалів, змагань із початкового технічного моделювання, змагань із видів спорту, які культивуються в ЦТДЮГ, співпраця із закордонними партнерами в рамках участі в EAICY (Європейська асоціація установ вільного часу) та інші. 
Досягнення позашкільного навчального закладу: вихованці ЦТДЮГ є лауреатами багатьох фестивалів та конкурсів на обласному, Всеукраїнському та міжнародному рівні, переможцями різноманітних спортивних змагань, змагань з технічних видів спорту як в Україні так і за її межами. 
Реалізація експериментальної діяльності: реалізація проекту «Бізнес-школи», студії раннього естетичного розвитку «Равлик».

## Структура
Структура центру складається з наступних відділів:
Відділ комунікації та зв'язків з громадськістю: 
- школа журналістики;
- фотостудія «Світлина»;
- вірменська та литовська недільні школи.

Відділ образотворчого та декоративно-ужиткового мистецтва:
- школа образотворчого мистецтва «Арт-дизайн»;
- гуртки декоративно-ужиткового мистецтва.

Відділ театрального мистецтва та хореографії:
- Народний вокально-хореографічний ансамбль „Рушничок”;
- фольклорний гурт «Барвінок»;
- Народний музичний театр-студія «Погулянка»;
- Народний український драматичний театр «Ми»;
- Музично-поетичний театр «Крила».

Відділ технічної творчості:
- початкове технічне моделювання;
- електромеханічне та радіотехнічне моделювання;
- комп'ютерна лабораторія;
- бізнес-школа.

Відділ естрадного та класичного мистецтва:
- вокальна студія «Бельканто»;
- львівський юнацький камерний оркестр;
- вокально-хореографічний ансамбль «Викрутасики»;
- клуб реконструкції стародавніх танців та лицарських боїв;
- Народний дитячо-юнацький камерний хор «Жайвір»;
- Зразковий ансамбль сучасного танцю «Тайм-аут»;
- Народна музична студія «Джерело» Назара Савка.

Відділ спортивно-туристичної та фізкультурно-оздоровчої роботи:
- художня гімнастика;
- баскетбол;
- спортивний бридж;
- шаховий клуб ім. Л. Штейна;
- школа спортивних танців;
- спелеологічний клуб «Циклоп»;
- краєзнавство, піший туризм;
- тхеквондо;
- водний туризм.

Відділ міжнародних зв'язків та туризму:
- школа міжнародних зв'язків;
- підготовка екскурсоводів;
- міжнародна співпраця;
- школа християнського аніматора.

Відділ інформаційно-методичної роботи:
- методичний кабінет;
- співпраця зі Львівським обласним інститутом післядипломної педагогічної освіти.

Професійні мистецькі школи:
- Школа народного танцю (Народний ансамбль танцю «Серпанок»);
- Школа кобзарського мистецтва (Народна капела бандуристок «Дзвіночок»;
- капела хлопців-бандуристів «Гамалія».

Студія раннього естетичного виховання «Равлик» (для дітей 3—6 років з образотворчим напрямом).

## Керівництво

### Директори ЦТДЮГ

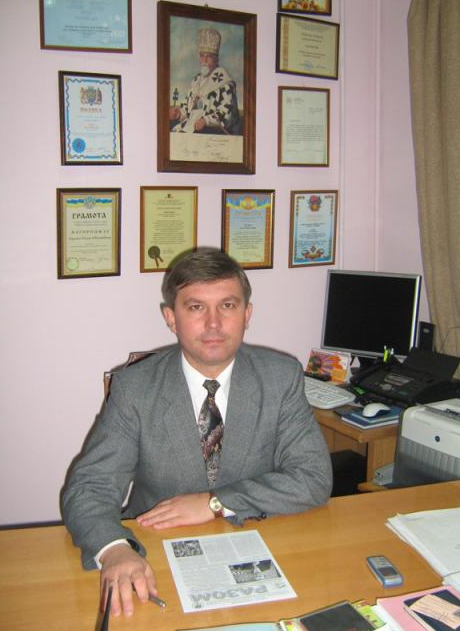
Директор ЦТДЮГ Кузик Олег

- Листопад 2002 — 17 лютого 2020 року — Кузик Олег Євгенович, кандидат педагогічних наук, доцент кафедри режисури та хореографії на факультеті культури і мистецтв Львівського національного університету імені Івана Франка (за сумісництвом).
- 17 лютого — 11 липня 2020 року — Биткалюк Ярослав Георгійович. Раніше — завідувач відділом народної хореографії ЦТДЮГ[1].
- від 11 липня 2020 року — в.о. директора Савко Надія Миколаївна[2].
- 2 вересня 2025 року Надія Савко призначена диретором ЦТДЮГ

## Відомі педагоги та випускники

### Відомі педагоги
За всю історію становлення Центру творчості з вихованцями установи працювали педагоги як:
- 1957—1962 роки — Віктюк Роман Григорович — знаний радянський, український, російський театральний актор, режисер-постановник;
- Гонгадзе Георгій Русланович — знаний український журналіст, громадський діяч, викладач англійської мови;
- 1948—1959 роки — Горенштейн Рафаіл Якович — відомий радянський шахіст, майстер спорту СРСР;
- 1959—2005 роки — Дичак Володимир Богданович — знаний бандурист, педагог, заслужений працівник культури України, засновник та керівник капели бандуристів «Дзвіночок» ;
- 1961—1974 роки — Карт Віктор Еммануїлович — відомий радянський тренер з шахів, двічі чемпіон Львова, заслужений тренер СРСР, засновник львівської шахової школи;
- 1960—1961 роки — Анатолій Колосков  — відомий шахіст;
- Кос-Анатольський Анатолій Йосипович — відомий український композитор, народний артист УРСР, композитор, викладач музики і співів, оформлювач лялькових спектаклів;
- 1976—1985 роки — Потюк Валерій Володимирович — художник, архітектор[3];
- Салістра Леся Іллівна — педагог з вокалу, засновник та керівник вокальної студії «Галицька перлина»;
- 1939—1947 роки — Сінгалевич Юрій Олександрович — бандурист-аматор, керівник дитячої студії гри на бандурі, засновник першої у Львові капели дорослих бандуристів;
- 1965—1975 роки — Шевченко Ніна — оперна співачка, солістка Львівського театру опери та балету, заслужена артистка УРСР, художній керівник Палацу піонерів.
- 1995 і досі - Назар Савко - відомий співак, композитор та автор Ютуб каналу "Савко студіо", керівник Народного художнього колективу "Музична студія "Джерело"

### Відомі випускники
Випускниками Центру творчості дітей та юнацтва Галичини за весь час його існування стало багато відомих людей, які прославляють Україну у галузі культури та мистецтва. Серед них:
- Бєлявський Олександр Генріхович — радянський, український і словенський шахіст, міжнародний гросмейстер;
- Варум Марія Юріївна — російська естрадна співачка;
- Вітвіцька Соломія В'ячеславівна — українська телеведуча, журналіст, ведуча «ТСН. Особливе» на каналі 1+1;
- Гливинський Олександр Віталійович — український спортивний журналіст, телекоментатор і телеведучий, прес-аташе національної збірної України з футболу;
- Карпа Наталія Семенівна — українська співачка, Заслужена артистка України;
- Киричук Олеся — українська співачка, переможниця телепроєкту «Шанс»;
- Коссак Олена— українська психологиня, підприємиця, громадська та культурна діячка, бандуристка, художня керівниця етно-експериментального гурту Ойкумена;
- Наталя Мирна — українська співачка, композитор;
- Кобрин Ігор Дмитрович — український кінорежисер. Лауреат Шевченківської премії, Заслужений діяч мистецтв України;
- Ковальчук Вікторія Володимирівна — художник-графік, ілюстратор, дизайнер, літератор;
- Лижичко Руслана Степанівна — українська співачка, піаністка, диригент, танцюристка, продюсер, громадська діячка, Народна артистка України.
- Літинська Марта Іванівна — українська шахістка, міжнародний гросмейстер, заслужений майстер спорту, заслужений працівник фізичної культури і спорту України;
- Михальчишин Адріян Богданович — український і словенський шахіст, гросмейстер;
- Муха Оксана Теодорівна — українська дизайнер модного одягу та аксесуарів;
- Парфенюк Володимир Ігорович — український виконавець у стилі реп;
- Романишин Олег Михайлович — український, радянський, шахіст, гросмейстер;
- Савко Назар Остапович — український співак, композитор, керівник музичної студії «Джерело»;
- Федина Софія Романівна — українська співачка і телеведуча, активний громадський діяч, доцент кафедри міжнародних відносин і дипломатичної служби ЛНУ ім. І. Франка;
- Цеголко Святослав Петрович — український тележурналіст, телеведучий, прес-секретар п'ятого президента України Петра Порошенка;
- Шилімова-Ганзенко Людмила Григорівна — український художник декоративно-прикладного мистецтва;
- Юнакова Ольга Володимирівна — українська співачка;
- Янівський Богдан-Юрій Ярославович — український композитор, піаніст, Народний артист України.